# Pentathlon moderno ai Giochi della XXVII Olimpiade

## Podi

### Uomini
| Evento                                 | Oro                 | Perform. | Argento      | Perform. | Bronzo        | Perform. |
| Pentathlon moderno maschile (dettagli) | Dmitrij Svatkovskij | 5376     | Gábor Balogh | 5353     | Pavel Doŭhal' | 5338     |

### Donne
| Evento                                  | Oro            | Perform. | Argento      | Perform. | Bronzo       | Perform. |
| Pentathlon moderno femminile (dettagli) | Stephanie Cook | 5318     | Emily deRiel | 5310     | Kate Allenby | 5273     |

## Medagliere
| Posizione | Paese         | Oro | Argento | Bronzo | Totale |
| --------- | ------------- | --- | ------- | ------ | ------ |
| 1         | Gran Bretagna | 1   | 0       | 1      | 2      |
| 2         | Russia        | 1   | 0       | 0      | 1      |
| 3         | Ungheria      | 0   | 1       | 0      | 1      |
| 3         | Stati Uniti   | 0   | 1       | 0      | 1      |
| 5         | Bielorussia   | 0   | 0       | 1      | 1      |
| Totale    | Totale        | 2   | 2       | 2      | 6      |